# Gordon Baym
Gordon Alan Baym (* 1. Juli 1935 in New York City) ist ein US-amerikanischer theoretischer Physiker.

## Leben und Wirken
Baym studierte an der Cornell University (Bachelor 1957) und an der Harvard University Physik und Mathematik (Master-Abschluss in Mathematik in Harvard 1957). 1960 wurde er in Harvard bei Julian Schwinger promoviert und war dann zwei Jahre als Post-Doc am Niels-Bohr-Institut in Kopenhagen (er war dort und an der Nordita auch später häufig als Gastwissenschaftler, so 1970, 1976)  und ein Jahr an der Universität Berkeley. Ab 1963 war er an der University of Illinois at Urbana-Champaign als Assistenzprofessor und 1968 als ordentlicher Professor. Er schrieb ein in den USA bekanntes Quantenmechanik-Lehrbuch. Baym war u. a. Gastwissenschaftler in Kyoto (1968), Nagoya und Tokio (2001), der École normale supérieure (1999) und der Academia Sinica (1979).
Baym befasste sich insbesondere mit dem Verhalten von Materie unter extremen Bedingungen z. B. in Neutronensternen (teilweise in Zusammenarbeit mit Hans Bethe, Pethick) und Schwerionenstößen (Pionenkondensat, Quark-Gluon-Plasma).  In diesem Zusammenhang war er auch am Zustandekommen des Schwerionenbeschleunigers RHIC am Brookhaven National Laboratory wesentlich beteiligt. Außerdem befasste er sich mit kernphysikalischer Vielteilchentheorie und Bose-Einstein-Kondensaten.
1965 wurde er Sloan Research Fellow und 1969 Fellow der American Physical Society. Er ist seit 1982 Mitglied der National Academy of Sciences (wo er Chairman der Physik-Sektion war), seit 2000 der American Philosophical Society und seit 1981 der American Academy of Arts and Sciences. 1985 wurde er zum Fellow der American Association for the Advancement of Science gewählt. 2002 erhielt er den Hans-A.-Bethe-Preis. 2008 erhielt er den Lars-Onsager-Preis mit Christopher Pethick und Tin-Lun Ho. 2011 wurde ihm die Eugene Feenberg Memorial Medal zugesprochen für den selbstkonsistenten konservierenden Zugang zur Vielteilchen-Störungstheorie, die eine feste Grundlage für störungstheoretische Entwicklungen bildet, und für seine neuartigen Anwendungen der quantenmechanischen Vielteilchenmethoden in der Kernphysik, Astrophysik, hochkondesierter Materie und Atomphysik (Laudatio).
Baym war zuerst mit Nina Zippin und später mit Lillian Hoddeson verheiratet. Seine vier Kinder sind ebenfalls in Forschung und Lehre tätig.